# Văn hóa Triệu Bảo Câu
Văn hóa Triệu Bảo Câu (趙宝溝文化) (5400–4500 TCN) là một nền văn hóa thời đại đồ đá mới ở đông bắc Trung Quốc, được phát hiện chủ yếu tại thung lũng Loan Hà thuộc Nội Mông và bắc bộ Hà Bắc. Nền văn hóa này sản xuất ra các bình gốm mài giũa bằng cát, chạm khắc với các trang trí hình học và thú hình. Nền văn hóa này cũng sản xuất ra những bức tượng người nhỏ làm bằng đá và đất sét.
Di chỉ đặc trưng Triệu Bảo Câu được khai quật vào năm 1986, nằm tại kỳ Ngao Hán, Xích Phong, Nội Mông; di chỉ có diện tích khoảng 90.000 m².